# باكينام الشرقاوي
باكينام الشرقاوي (مواليد 1966 بورسعيد) مساعدة رئيس جمهورية مصر العربية السابق محمد مرسي للشئون السياسية منذ تعيينها يوم 27 أغسطس 2012 وحتى عزله في 3 يوليو 2013. انتقلت للعيش في الإسكندرية، درست بمدرسة «سان جان أنتيد» الفرنسية للراهبات، وحصلت على المرتبة الثانية على مستوى الجمهورية في القسم الأدبي عام 1984. التحقت بكلية الاقتصاد والعلوم السياسية بجامعة القاهرة وحصلت على الماجستير والدكتوراه في نظم الحكم والتنمية. عملت أستاذة العلوم السياسية بذات الكلية، كما شغلت منصب رئيس مركز الدراسات الحضارية وحوار الثقافات بالجامعة. حصلت على الماجستير والدكتوراه في موضوع «نظم الحكم والتنمية». لها بعض الأبحاث في مجال حوار الثقافات والعلاقة مع الغرب وعلاقة السلطات الأوروبية بالمسلمين المقيمين في هذه البلاد.
لم تنتم لأي حزب سياسي في أي وقت.